# Slavștița, Loveci
Slavștița (în bulgară Славщица) este un sat în comuna Ugărcin, regiunea Loveci,  Bulgaria. 

## Demografie
Componența etnică a satului Slavștița
     Bulgari (99%)
     Nicio identificare (0,99%)
     Altele (0%)
La recensământul din 2011, populația satului Slavștița era de 101 locuitori. Din punct de vedere etnic, majoritatea locuitorilor (99%) erau bulgari. Pentru 0,99% din locuitori nu este cunoscută apartenența etnică.